# 이해명
이해명(1944년 10월 13일~)은 대한민국의 교육학자이다. 단국대학교 명예 교수이다. 저서로는 '이제는 아버지가 나서야 한다''교육방법 및 교육공학','중고등학생 학업성적 결정 구조', '개화기 교육개혁 연구','자녀 성공의 Key는 아버지가 쥐고 있다' 등이 있다. 서울대학교 국어국문학과와 미국 노던일리노이대학교 교육학 박사 출신이다.